# 戸塚村
戸塚村（とづかむら）は、埼玉県北足立郡に存在した村。
1956年（昭和31年）4月1日、大門村、野田村との合併による美園村の成立により、消滅。現在の川口市における戸塚地区とは旧戸塚村ならびに旧大門村の差間と行衛のことである。

## 地理
- 埼玉県北足立地域の南東部に位置する。
- 2011年現在は川口市北東部に相当する。

## 歴史
- 1889年（明治22年）4月1日 - 町村制施行に平行して戸塚、西立野、長蔵新田、久左衛門新田、藤兵衛新田の2箇村3新田が合併し、戸塚村が成立。
- 1956年（昭和31年）4月1日 - 大門村・野田村と合併し、美園村が成立。戸塚村は消滅した。
- 1962年（昭和37年）5月1日 - 美園村のうち、旧戸塚村と旧大門村の差間・行衛が川口市に編入される。旧大門村の残部と旧野田村は浦和市へ編入された。
- 2001年（平成13年）3月28日 - 埼玉高速鉄道・埼玉高速鉄道線開業。南側に隣接していた旧安行村との境界地に駅が設置され、戸塚安行駅と命名された。